# 茅ヶ崎公園野球場
茅ヶ崎公園野球場（ちがさきこうえんやきゅうじょう）は、神奈川県茅ヶ崎市中海岸の茅ヶ崎公園内にある軟式専用の野球場。

## 解説
プロ野球の中日ドラゴンズが1951年、当時本拠地だった中日スタヂアム（現：ナゴヤ球場＝中日ドラゴンズ二軍本拠地）が火災で使用出来なくなった為に、その年の10月1日に当球場（当時の名称は茅ヶ崎市営球場）で主催公式戦（対松竹ロビンス第20回戦）を開催した記録がある。
また、ファームのイースタン・リーグでは、読売ジャイアンツや横浜大洋ホエールズが主催公式戦を開催したこともある。
平成に入ってからの改装により現在は軟式野球の専用球場になった為、硬式球を使用する高校野球やプロ野球の公式戦開催が出来なくなった。
茅ヶ崎市出身のプロ野球選手である山本昌（中日ドラゴンズ）が通算200勝を達成して茅ヶ崎市民栄誉賞を受賞したことを記念し、2009年より茅ヶ崎市などの主催で『山本昌広杯少年野球大会』がこの茅ヶ崎公園野球場にて夏休みの時期に開催されている。
茅ヶ崎市出身のミュージシャン桑田佳祐がリーダーを務める音楽グループ：サザンオールスターズが2000年8月19日と翌20日に開催した『茅ヶ崎ライブ』の会場として知られている。その後にも、サザンオールスターズは当球場で2013年と2023年にライブをそれぞれ開催している。そのため、ライブ開催以降も多くのファンが訪れており、球場ロビーにはライブ関連グッズが展示されている。

## 施設概要
- 面積：12,751m2
- 内外野：内野クレー、外野芝生
- 両翼：92m、中堅：120m
- スコアボード：磁気反転式スコアボード

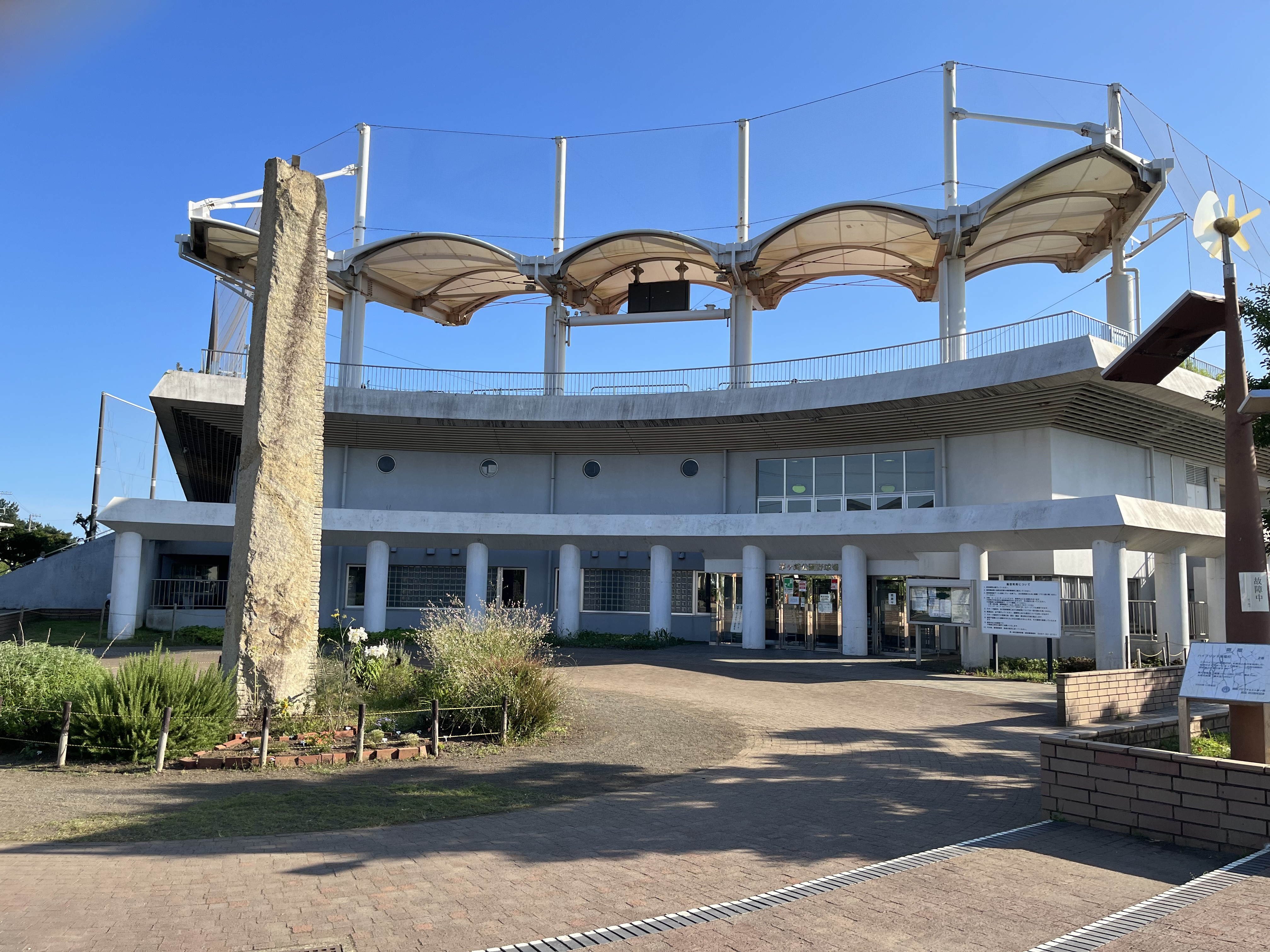

- 収容人員：2,756人（内野：座席、外野：芝生席）

## プロ野球公式戦開催実績
- 1951年10月1日 名古屋ドラゴンズ4-2松竹ロビンス
- 1957年4月10日 大洋ホエールズ2-3読売ジャイアンツ

## イベント開催実績
- プロ野球イースタン・リーグ公式戦
- サザンオールスターズ 茅ヶ崎ライブ（2000年8月19日、20日）
- SUPER SUMMER LIVE 2013「灼熱のマンピー!! G★スポット解禁!!」（2013年8月31日、9月1日）
- サザンオールスターズ 茅ヶ崎ライブ2023（2023年9月27日 - 28日、30日 - 10月1日）[4]

## 交通機関
- JR東海道線（上野東京ライン・湘南新宿ライン）茅ケ崎駅より徒歩20分。
- 神奈川中央交通　茅ヶ崎公園野球場バス停より徒歩3分。